# Martin Rehthaler
Martin Rehthaler (* 20. September 1985 in Eggenfelden) ist ein ehemaliger deutscher Eishockeyspieler, der in Deutschland unter anderem für den ETC Crimmitschau, EHF Passau Black Hawks und Deggendorfer SC aktiv war.

## Karriere
Rehthaler begann seine Eishockeykarriere in der kanadischen Juniorenliga Saskatchewan Junior Hockey League bei den Notre Dame Hounds. Dort spielte der Verteidiger ein Jahr und wechselte anschließend in die 2. Bundesliga zum Traditionsverein ETC Crimmitschau. In Crimmitschau spielte er zunächst überwiegend in der Junioren-Bundesliga, konnte sich allerdings in seiner zweiten Saison durchsetzten und gehörte fortan zum Stammkader. Nachdem der ETC Crimmitschau in der Spielzeit 2005/06 den direkt Wiederaufstieg in die 2. Bundesliga feiern konnte, kam auch Rehthaler während der Saison 2006/07 in der zweithöchsten deutschen Spielklasse zum Einsatz. Insgesamt absolvierte der Linksschütze 42 Spiele, in denen er keinen Scorerpunkt erzielen konnte.
Daraufhin wurde das Management der Füchse Duisburg auf den damals 22-jährigen aufmerksam und transferierte ihn zur Spielzeit 2007/08 nach Duisburg. Rehthaler wurde mit einer Förderlizenz ausgestattet und absolvierte neben seinen sieben DEL-Spielen für die Füchse auch 54 Spiele für den TEV Miesbach in der Oberliga. In der Saison 2008/09 wurde der Verteidiger von den Füchsen hauptsächlich beim Kooperationspartner Herner EV in der Oberliga eingesetzt. Im Sommer 2009 wechselte er zu den EHF Passau Black Hawks.

## Karrierestatistik
(Legende zur Spielerstatistik: Sp oder GP = absolvierte Spiele; T oder G = erzielte Tore; V oder A = erzielte Assists; Pkt oder Pts = erzielte Scorerpunkte; SM oder PIM = erhaltene Strafminuten; +/− = Plus/Minus-Bilanz; PP = erzielte Überzahltore; SH = erzielte Unterzahltore; GW = erzielte Siegtore; 1 Play-downs/Relegation; Kursiv: Statistik nicht vollständig)